# Отрадная улица (Москва)
Отра́дная улица — улица в районе Отрадное Северо-Восточного административного округа города Москвы. Проходит от улицы Хачатуряна до Олонецкой улицы.

## Название
В списках населённых мест Российской империи за 1862 год деревня названа как Отрада (Корызино). Второе название Корызино — старое владельческое (от прозвищного имени), а первым указано более позднее сентиментальное название «Отрада», типичное для помещичьего имятворчества. Позднее название деревни перешло в название располагавшегося здесь учебного совхоза «Отрадное», по которому в 1958 году был назван Отрадный проезд, а в 1978 году Отрадная улица.

## Описание
Отрадная улица проходит от улицы Хачатуряна на юго-восток параллельно улице Декабристов. По нечётной стороне примыкает проезд Якушкина, по чётной — Отрадный проезд. Улица заканчивается на Олонецкой улице.

## Учреждения и организации
По нечётной стороне:

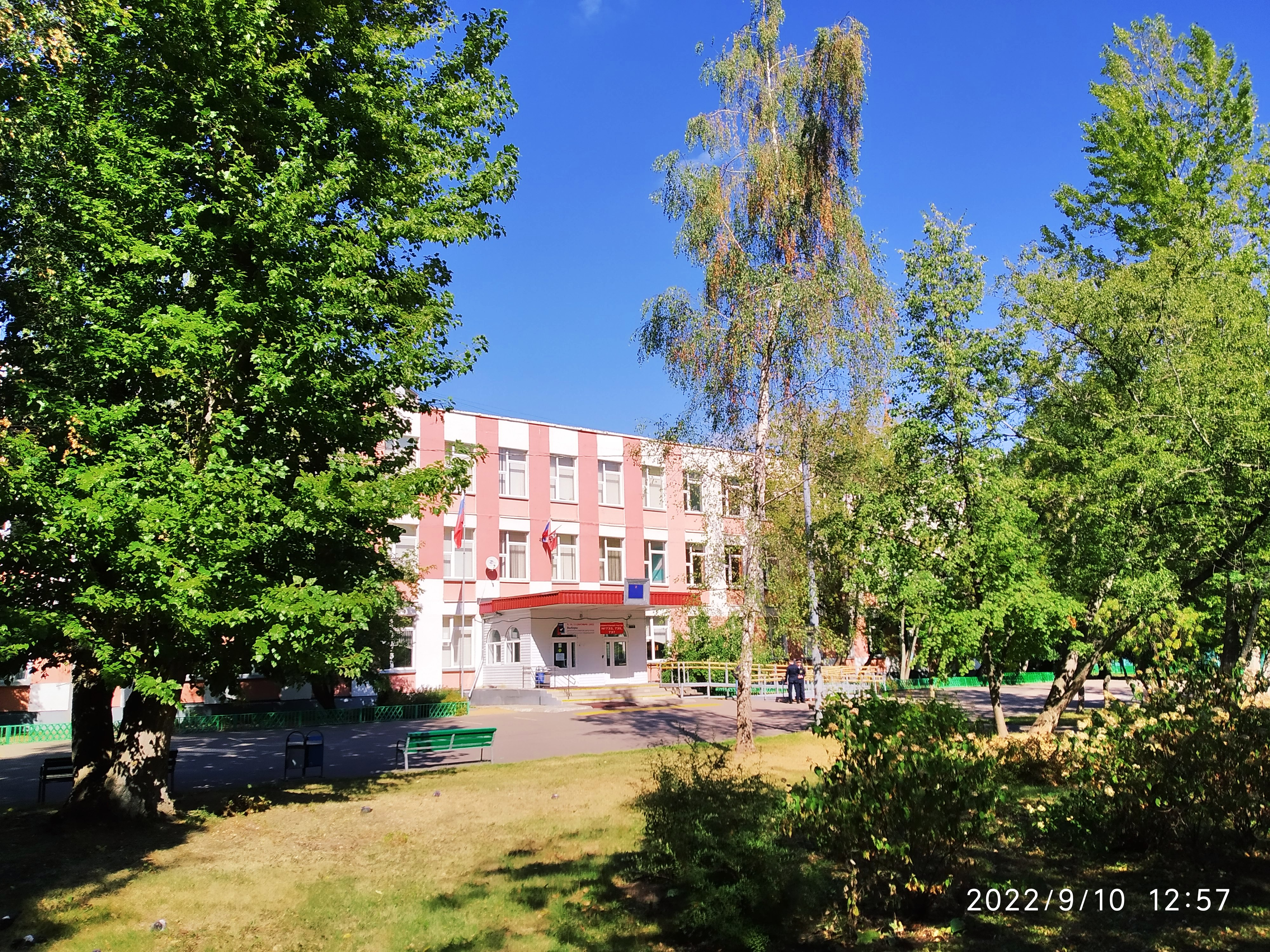
Структурное подразделение № 5 школы № 950 (бывшая школа № 263)

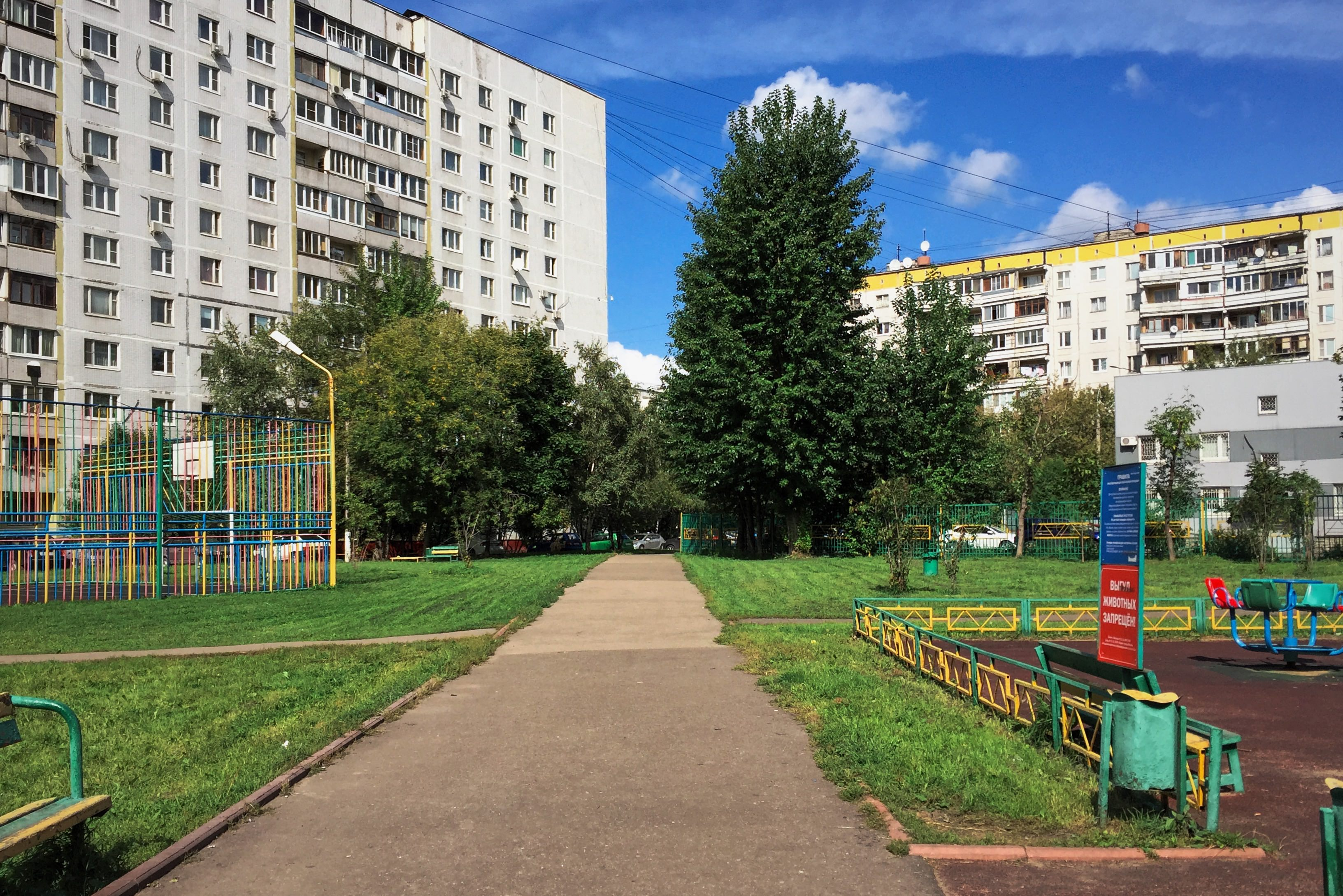
Один из дворов Отрадной улицы

- Дом 1А — школа № 950 (с углублённым изучением математики);
- Дом 5Б — детский сад № 1439;
- Дом 11А — школа № 959 (экстернат с этнокультурным татарским компонентом образования)
- Дом 11Б — школа № 263 (с 2014 года структурное подразделение № 5 школы № 950);
- Дом 15А — центр развития ребёнка № 1195;
- Дом 15Г — детский культурно-оздоровительный комплекс «Искра»;

По чётной стороне:
- Дом 2 — ГУ федеральной регистрационной службы по Москве (приёмные по объектам жилого фонда СВАО); Первый инвестиционный банк;
- Дом 6 — Международный еврейский институт экономики, финансов и права
- Дом 8 — физкультурно-оздоровительный комплекс «Орбита»;
- Дом 16 — торговый дом «Мир продуктов»; супермаркет «Виктория»
- Дом 18Б — Районные суды: Бутырский (Алтуфьевский, Бибирево, Лианозово, Отрадное, Северный), мировой судья; Районные суды: Останкинский (Алексеевский, Бутырский, Марфино, Марьина Роща, Останкинский, Ростокино), мировой судья.

## Общественный транспорт

### Внеуличный транспорт

#### Станцииметро
- Отрадное

### Наземный транспорт

#### Автобусы
- 628: Ясный проезд —  Свиблово —  Ботанический сад — Отрадная улица —  Отрадное

#### Электробусы
- 637:  Владыкино — Отрадная улица —  Отрадное —  Бескудниково —  Бибирево

## Интересные факты
- В 1981 (или 1982) на Отрадной улице снимался художественный фильм «Блондинка за углом», в частности — панорама под начальные титры с крыши дома № 13, а также интерьеры и часть экстерьеров универсама (д. 16).
- В фильме «Превосходство Борна» (2004) на «улице Отрадной, дом 16, квартира 20» живёт героиня Оксаны Акиньшиной Ирина Нески (англ. Irena Nesky, в русском дубляже фильма — Ирина Невски), но на самом деле это адрес все того же универсама (дом 16), который снимался в фильме «Блондинка за углом» и в котором, разумеется, никаких квартир нет (но на Отрадной улице существует жилой дом 16А). Саму же улицу в фильме увидеть нельзя — её снимали в другом районе — Крылатское.